# Jonathan Bellis
Pour les articles homonymes, voir Bellis (homonymie).

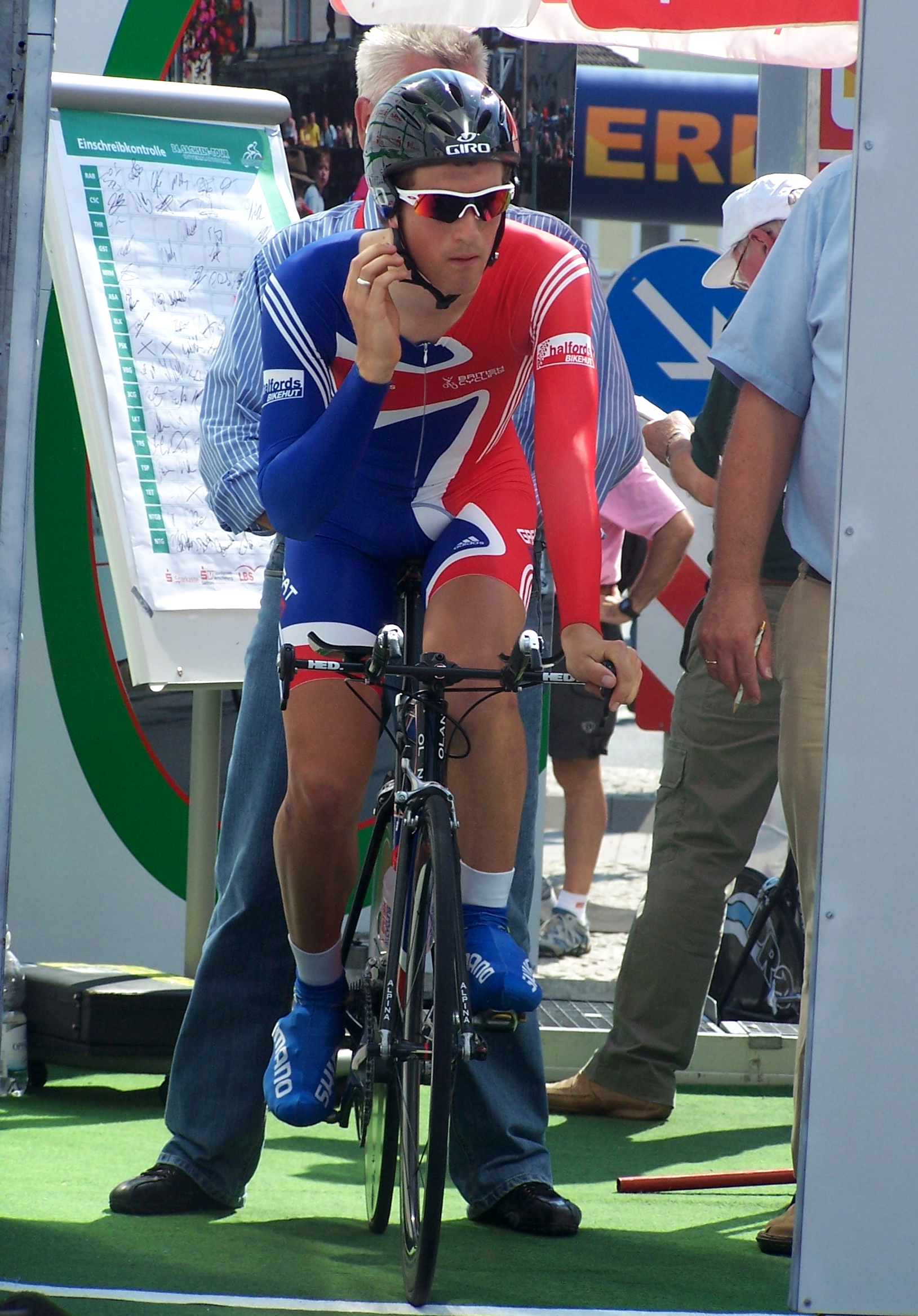
Jonathan Bellis durant le Tour de Saxe 2008

Jonathan Bellis (né le 16 août 1988 sur l'île de Man) est un coureur cycliste mannois. D'abord spécialiste de la piste, il poursuit sa carrière sur route, mais est victime d'un grave accident en septembre 2009.

## Biographie
Issu du Programme « Olympic Academy » britannique, Jonathan Bellis obtient ses principaux résultats dans les catégories de jeunes sur piste. En 2006, il est champion d'Europe de poursuite par équipes juniors et décroche aux championnats du monde de la catégorie la médaille d'argent de la course aux points et celle de bronze en poursuite par équipe. Passé en catégorie espoirs en 2007, il est champion d'Europe de poursuite par équipes et de scratch. En septembre, il devient le premier britannique médaillé aux championnats du monde sur route espoirs en terminant troisième de la course en ligne. En 2008, il se consacre davantage aux compétitions sur route, obtenant plusieurs places d'honneur dans des épreuves espoirs. Il est l'un des quatre coureurs composant l'équipe britannique lors de la course en ligne des Jeux olympiques de Pékin. L'équipe CSC Saxo Bank, qui l'a déjà convié à un camp d'entraînement en janvier, l'engage comme stagiaire à compter d'août. Il participe au Tour de Grande-Bretagne, et prend la 12e place. Il commence sa carrière professionnelle en 2009 avec cette équipe, qui prend le nom de Team Saxo Bank.
En mai 2009, il termine 8e du Tour de Rijke. En septembre 2009, il est victime d'un accident de scooter à Quarrata en Italie, près de la base d'entraînement de la fédération britannique. Plongé dans un coma artificiel, il subit une opération chirurgicale afin d'évacuer un caillot sanguin au cerveau. Il sort progressivement du coma artificiel au mois d'octobre. 
Il reprend la compétition en juin 2010 lors du championnat de l'île de Man sur route, puis dispute le championnat de Grande-Bretagne, le Grand Prix de Plouay et le Tour de Grande-Bretagne.

## Palmarès sur piste

### Championnats du monde juniors
- 2006
  -  Médaillé d'argent de la course aux points juniors
  -  Médaillé de bronze de la poursuite par équipes juniors

### Coupe du monde
- 2006-2007
  - 3e de la poursuite par équipes à Manchester

### Championnats d'Europe juniors et espoirs
- Athènes 2006
  -  Champion d'Europe de poursuite par équipes juniors (avec Steven Burke, Peter Kennaugh et Adam Blythe)
- Cottbus 2007
  -  Champion d'Europe de poursuite par équipes espoirs (avec Steven Burke, Peter Kennaugh et Ben Swift)
  -  Champion d'Europe du scratch espoirs

### UIV Cup U23
- 2006
  - UIV Cup Amsterdam U23 (avec Ross Sander)
- 2008
  - UIV Cup Berlin U23 (avec Peter Kennaugh)
  - UIV Cup Copenhague U23 (avec Peter Kennaugh)

## Palmarès sur route
- 2004
  - 2e du championnat de Grande-Bretagne sur route U17
- 2005
  - 4e étape du Tour du Pays de Galles juniors
- 2006
  - 4e étape du Tour du Pays de Galles juniors
- 2007
  -  Médaillé de bronze au championnat du monde sur route espoirs
- 2008
  - 3e du championnat de Grande-Bretagne sur route espoirs